# Tine Katinka Jensen
Tine Katinka Jensen (født 1975, død september 2015), var en dansk filminstruktør og manuskriptforfatter.

## Filmografi
- Vilde piger (2012) - Dokumentarfilm
- Solange on love (2008) - Dokumentarfilm
- Roskilde (2008) - Dokumentarfilm
- Angie (2005) - Dokumentarfilm
- Gymnast (2002) - Dokumentarfilm
- Model (2002) - Dokumentarfilm
- Balletdanser (2002) - Dokumentarfilm
- Skuespiller (2001) - Dokumentarfilm
- Wonderkids (2001) - Antologi